# Arteria meningea posterior
Die Arteria meningea posterior („hintere Hirnhaut-Arterie“) versorgt die Knochen, das Knochenmark sowie die Dura mater (harte Hirnhaut) der hintere Schädelgrube (Fossa cranii posterior) mit arteriellem Blut.
Die Arterie wird häufig als Ast der Arteria pharyngea ascendens (Ast der Arteria carotis externa) beschrieben, die durch das Foramen jugulare in die Schädelhöhle zieht. In einer angiografischen Studie zeigte sich, dass in der Mehrzahl der Fälle die Arteria meningea posterior aus der Arteria inferior posterior cerebelli (PICA) bzw. dem extrakraniellen Abschnitt der Arteria vertebralis (mit Durchtritt  der Arteria meningea posterior durch das Foramen magnum) hervorgeht. Nur in 5 % der Fälle dieser Studie ging die Arterie aus Ästen der Arteria carotis externa hervor.